# Rio Buricá
Le rio Buricá est un cours d'eau brésilien de l’État du Rio Grande do Sul.